# 武蔵坊弁慶生誕伝説
武蔵坊弁慶生誕伝説（むさしぼうべんけい せいたんでんせつ）は、紀の国（和歌山県）に伝わる武蔵坊弁慶の生誕に関する伝説の1つである。

## 弁慶の母弁吉について
弁慶の母弁吉は、紀州田那部(和歌山県田辺市)の郷士である誕象という男が熊野権現に祈って授けてもらった娘だったが、二十歳になっても結婚相手に恵まれなかった。
そのことを悲しんだ両親は、出雲の国の結びの神(安来市西松井町)の出雲路幸神社に祈って良縁を得させようと考え、弁吉を出雲国へ旅出させた(熊野権現のお告げとする説あり)。
出雲路幸神社に到着した弁吉は七日七夜参詣を続け、夢で枕木山の長海村で七年間住むことで願いはかなうとのお告げを得る。
弁吉はお告げに従い長海村に住み着き、三年経た頃山伏が来訪、山伏は出雲の神の縁結びにより弁吉の夫となる事に決まったと告げ立ち去った。
この後弁吉は身篭り、つわりのため鍬を食べる。村人の鍬を盗んで食べ続け、十本目の時村の子供に見つかってしまい、半分程食べ残してしまった。
或いは、10本目の半分を食べた所で、弁慶が出てきたと解釈することもできる。
その後、1151年 (仁平元年)3月3日に、弁慶が誕生した。
弁慶の父については、『懐橘談』上（続々群書類従第9所収）の「枕木」の項目では熊野大社の別当弁斎となっているが、「天狗」や「山伏」の説が大半である。

## 弁慶の出生から出奔まで
産まれたばかりの弁慶は長髪に髪は長く、歯も生え揃い、左の肩には「摩利支天」、右の肩には「大天狗」の文字が刻まれ、顔の色は黒く鉄色だった。但し、母が鉄を食べ残したからか、喉の四寸四方だけは普通の肌になっていた。
母弁吉は自らが鍬を食べて産んだ事と弁慶の様相が普通の赤子とは違う事もあり、自らの手で井戸を掘り水を汲み、それを生湯に使った。
「弁慶」と言う名前に関して、母の弁吉は弁慶のことを初め「弁太」と名付けた。
弁慶が子どもの頃、悪戯が過ぎ村人に憎まれた為、母弁吉は中海にある小島へ弁慶を捨てた。後にこの小島は弁慶島(野原町)と呼ばれる事になる。
弁慶島に於いて弁慶は父である山伏と出会い、脱出の助言を得、砂を海中に落として海に渡り道を作りようやく脱出した。
修行に行く前、弁太は鬼若と改名する。
その後、枕木山にある華蔵寺(けぞうじ)、福原の澄水寺(ちょうすいじ)、出雲の鰐淵寺(がくえんじ)に立ち寄り修行をして母の元へと戻った。
修行が終わると鬼若は弁慶と改名した。
成長した弁慶はある時出雲の別所で鍛冶屋をしている叔父に薙刀を作ってくれるよう注文。三年後に出来上がった薙刀は鉄丸も切ることのできるすばらしい切れ味だった。
そこで叔父が注文が有ればいくらでも作ると話した事で、他人にも作られては堪らないと思った弁慶は叔父を切り殺し、出奔しようとした。
その時折悪く母弁吉が病気に罹り、際の際(いまわのきわ)に最期近くなった母弁吉は彼を枕元へ呼び、「菩提を弔おうと思うのなら、紀州国に行き、誕象一門を訪ねよ。そして、武士になるのなら田那部を、また法師になるなら武蔵坊と名乗るように」と遺言して亡くなった。
そこで弁慶は長海神社に参詣し、書状を書き置いて出雲地方を去り京都へ上り、後に源頼朝の弟である牛若丸と運命の出合いをした。牛若丸はその後義経と改めている。

## 弁慶まつり
毎年10月の最終日曜日に鰐淵寺において開催される。